# Hockey su prato ai XIX Giochi panamericani
L'hockey su prato ai XIX Giochi panamericani si è svolto dal 26 ottobre al 4 novembre a Santiago del Cile, in Cile. Sia al torneo maschile che a quello femminile hanno partecipato otto squadre. Le vincenti del torneo maschile e del torneo femminile si sono qualificate automaticamente ai Giochi della XXXIII Olimpiade di Parigi del 2024.

## Podio
| Evento                   | Oro       | Argento     | Bronzo |
| Hockey su prato - uomini | Argentina | Cile        | Canada |
| Hockey su prato - donne  | Argentina | Stati Uniti | Cile   |

## Formato dei tornei
Nel primo turno le otto partecipanti di ciascun torneo (maschile e femminile) sono divise in due gironi da quattro squadre ciascuno, le prime due squadre di ogni girone si qualificano per la fase finale per il 1º posto. La terza e la quarta classificata accedono alle semifinali per determinare le posizioni dal quinto all'ottavo posto.

## Torneo maschile

### Girone A

#### Classifica
| Squadra   | P | G | V | N | S | GF | GS | DR  |
| --------- | - | - | - | - | - | -- | -- | --- |
| Argentina | 9 | 3 | 3 | 0 | 0 | 35 | 2  | +33 |
| Cile      | 6 | 3 | 2 | 0 | 1 | 21 | 3  | +18 |
| Messico   | 3 | 3 | 1 | 0 | 2 | 7  | 16 | -9  |
| Perù      | 0 | 3 | 0 | 0 | 3 | 1  | 43 | -42 |

#### Risultati
| Squadra 1 | Risultato | Squadra 2 |
| --------- | --------- | --------- |
| Argentina | 10 - 1    | Messico   |
| Cile      | 15 - 0    | Perù      |
| Messico   | 6 - 1     | Perù      |
| Cile      | 1 - 3     | Argentina |
| Argentina | 22 - 0    | Perù      |
| Messico   | 0 - 5     | Cile      |

### Girone B

#### Classifica
| Squadra           | P | G | V | N | S | GF | GS | DR  |
| ----------------- | - | - | - | - | - | -- | -- | --- |
| Canada            | 9 | 3 | 3 | 0 | 0 | 8  | 1  | +7  |
| Stati Uniti       | 6 | 3 | 2 | 0 | 1 | 12 | 4  | +8  |
| Brasile           | 3 | 3 | 1 | 0 | 2 | 3  | 8  | -5  |
| Trinidad e Tobago | 0 | 3 | 0 | 0 | 3 | 2  | 12 | -10 |

#### Risultati
| Squadra 1   | Risultato | Squadra 2         |
| ----------- | --------- | ----------------- |
| Canada      | 2 - 0     | Brasile           |
| Stati Uniti | 6 - 1     | Perù              |
| Messico     | 6 - 1     | Perù              |
| Brasile     | 2 - 1     | Trinidad e Tobago |
| Canada      | 4 - 0     | Trinidad e Tobago |
| Brasile     | 1 - 5     | Stati Uniti       |

### Fase finale

#### Finali 5º e 7º posto
|  | Semifinali | Semifinali        | Semifinali |         |         | Finale 5º/6º posto | Finale 5º/6º posto | Finale 5º/6º posto |  |
|  |            |                   |            |         |         |                    |                    |                    |  |
|  | 3A         | Messico (dtr)     | 3 (2)      |         |         |                    |                    |                    |  |
|  | 3A         | Messico (dtr)     | 3 (2)      |         |         |                    |                    |                    |  |
|  | 4B         | Trinidad e Tobago | 3 (0)      |         |         |                    |                    |                    |  |
|  | 4B         | Trinidad e Tobago | 3 (0)      |         | Messico | Messico            | 0                  |                    |  |
|  |            |                   |            |         | Messico | Messico            | 0                  |                    |  |
|  |            |                   | Brasile    | Brasile | 2       |                    |                    |                    |  |
|  | 3B         | Brasile           | Brasile    | Brasile | 2       | 8                  |                    |                    |  |
|  | 3B         | Brasile           |            |         |         | 8                  |                    |                    |  |
|  | 4A         | Perù              | 1          |         |         | Finale 7º/8º posto | Finale 7º/8º posto | Finale 7º/8º posto |  |
|  | 4A         | Perù              | 1          |         |         |                    |                    |                    |  |
|  |            |                   |            |         |         |                    |                    |                    |  |
|  |            |                   |            |         |         | Trinidad e Tobago  | Trinidad e Tobago  | 10                 |  |
|  |            |                   |            |         |         | Trinidad e Tobago  | Trinidad e Tobago  | 10                 |  |
|  |            |                   |            |         |         | Perù               | Perù               | 0                  |  |

#### Finali 1º e 3º posto
|  | Semifinali | Semifinali  | Semifinali |      |           | Finale 1º posto | Finale 1º posto | Finale 1º posto |  |
|  |            |             |            |      |           |                 |                 |                 |  |
|  | 1A         | Argentina   | 2          |      |           |                 |                 |                 |  |
|  | 1A         | Argentina   | 2          |      |           |                 |                 |                 |  |
|  | 2B         | Stati Uniti | 0          |      |           |                 |                 |                 |  |
|  | 2B         | Stati Uniti | 0          |      | Argentina | Argentina       | 3               |                 |  |
|  |            |             |            |      | Argentina | Argentina       | 3               |                 |  |
|  |            |             | Cile       | Cile | 1         |                 |                 |                 |  |
|  | 1B         | Canada      | Cile       | Cile | 1         | 1 (2)           |                 |                 |  |
|  | 1B         | Canada      |            |      |           | 1 (2)           |                 |                 |  |
|  | 2A         | Cile (dtr)  | 1 (3)      |      |           |                 |                 |                 |  |
|  | 2A         | Cile (dtr)  | 1 (3)      |      |           |                 |                 |                 |  |
|  |            |             |            |      |           |                 |                 |                 |  |
|  |            |             |            |      |           | Stati Uniti     | Stati Uniti     | 2               |  |
|  |            |             |            |      |           | Stati Uniti     | Stati Uniti     | 2               |  |
|  |            |             |            |      |           | Canada          | Canada          | 3               |  |

### Classifica finale
| Posizione | Squadra           | Qualificazioni                        |
| --------- | ----------------- | ------------------------------------- |
|           | Argentina         | Giochi della XXXIII Olimpiade         |
|           | Cile              | Torneo di qualificazione olimpico FIH |
|           | Canada            | Torneo di qualificazione olimpico FIH |
| 4         | Stati Uniti       |                                       |
| 5         | Brasile           |                                       |
| 6         | Messico           |                                       |
| 7         | Trinidad e Tobago |                                       |
| 8         | Perù              |                                       |

## Torneo femminile

### Classifica
| Squadra           | P | G | V | N | S | GF | GS | DR  |
| ----------------- | - | - | - | - | - | -- | -- | --- |
| Argentina         | 9 | 3 | 3 | 0 | 0 | 34 | 1  | +33 |
| Stati Uniti       | 6 | 3 | 2 | 0 | 1 | 19 | 5  | +8  |
| Uruguay           | 3 | 3 | 1 | 0 | 2 | 11 | 11 | -8  |
| Trinidad e Tobago | 0 | 3 | 0 | 0 | 3 | 0  | 47 | -15 |

### Risultati
| Squadra 1   | Risultato | Squadra 2         |
| ----------- | --------- | ----------------- |
| Argentina   | 8 - 0     | Uruguay           |
| Stati Uniti | 15 - 0    | Trinidad e Tobago |
| Uruguay     | 11 - 0    | Trinidad e Tobago |
| Stati Uniti | 1 - 5     | Argentina         |
| Argentina   | 21 - 0    | Trinidad e Tobago |
| Uruguay     | 0 - 3     | Stati Uniti       |

### Girone B

#### Classifica
| Squadra | P | G | V | N | S | GF | GS | DR  |
| ------- | - | - | - | - | - | -- | -- | --- |
| Cile    | 9 | 3 | 3 | 0 | 0 | 14 | 0  | +14 |
| Canada  | 6 | 3 | 2 | 0 | 1 | 12 | 3  | +9  |
| Cuba    | 1 | 3 | 0 | 1 | 2 | 2  | 10 | -8  |
| Messico | 1 | 3 | 0 | 1 | 2 | 1  | 16 | -15 |

#### Risultati
| Squadra 1 | Risultato | Squadra 2 |
| --------- | --------- | --------- |
| Canada    | 7 - 1     | Cuba      |
| Cile      | 10 - 0    | Messico   |
| Messico   | 1 - 1     | Cuba      |
| Canada    | 0 - 2     | Cile      |
| Messico   | 0 - 5     | Canada    |
| Cile      | 2 - 0     | Cuba      |

### Fase finale

#### Finali 5º e 7º posto
|  | Semifinali | Semifinali        | Semifinali |      |         | Finale 5º/6º posto | Finale 5º/6º posto | Finale 5º/6º posto |  |
|  |            |                   |            |      |         |                    |                    |                    |  |
|  | 3A         | Uruguay           | 3          |      |         |                    |                    |                    |  |
|  | 3A         | Uruguay           | 3          |      |         |                    |                    |                    |  |
|  | 4B         | Messico           | 0          |      |         |                    |                    |                    |  |
|  | 4B         | Messico           | 0          |      | Uruguay | Uruguay            | 3                  |                    |  |
|  |            |                   |            |      | Uruguay | Uruguay            | 3                  |                    |  |
|  |            |                   | Cuba       | Cuba | 0       |                    |                    |                    |  |
|  | 3B         | Cuba              | Cuba       | Cuba | 0       | 1                  |                    |                    |  |
|  | 3B         | Cuba              |            |      |         | 1                  |                    |                    |  |
|  | 4A         | Trinidad e Tobago | 0          |      |         | Finale 7º/8º posto | Finale 7º/8º posto | Finale 7º/8º posto |  |
|  | 4A         | Trinidad e Tobago | 0          |      |         |                    |                    |                    |  |
|  |            |                   |            |      |         |                    |                    |                    |  |
|  |            |                   |            |      |         | Messico            | Messico            | 0                  |  |
|  |            |                   |            |      |         | Messico            | Messico            | 0                  |  |
|  |            |                   |            |      |         | Trinidad e Tobago  | Trinidad e Tobago  | 1                  |  |

#### Finali 1º e 3º posto
|  | Semifinali | Semifinali  | Semifinali  |             |           | Finale 1º posto | Finale 1º posto | Finale 1º posto |  |
|  |            |             |             |             |           |                 |                 |                 |  |
|  | 1A         | Argentina   | 3           |             |           |                 |                 |                 |  |
|  | 1A         | Argentina   | 3           |             |           |                 |                 |                 |  |
|  | 2B         | Canada      | 0           |             |           |                 |                 |                 |  |
|  | 2B         | Canada      | 0           |             | Argentina | Argentina       | 2               |                 |  |
|  |            |             |             |             | Argentina | Argentina       | 2               |                 |  |
|  |            |             | Stati Uniti | Stati Uniti | 1         |                 |                 |                 |  |
|  | 1B         | Cile        | Stati Uniti | Stati Uniti | 1         | 1 (1)           |                 |                 |  |
|  | 1B         | Cile        |             |             |           | 1 (1)           |                 |                 |  |
|  | 2A         | Stati Uniti | 1 (3)       |             |           |                 |                 |                 |  |
|  | 2A         | Stati Uniti | 1 (3)       |             |           |                 |                 |                 |  |
|  |            |             |             |             |           |                 |                 |                 |  |
|  |            |             |             |             |           | Canada          | Canada          | 0               |  |
|  |            |             |             |             |           | Canada          | Canada          | 0               |  |
|  |            |             |             |             |           | Cile            | Cile            | 2               |  |

### Classifica finale
| Posizione | Squadra           | Qualificazione                        |
| --------- | ----------------- | ------------------------------------- |
|           | Argentina         | Giochi della XXXIII Olimpiade         |
|           | Stati Uniti       | Torneo di qualificazione olimpico FIH |
|           | Cile              | Torneo di qualificazione olimpico FIH |
| 4         | Canada            | Torneo di qualificazione olimpico FIH |
| 5         | Uruguay           |                                       |
| 6         | Cuba              |                                       |
| 7         | Trinidad e Tobago |                                       |
| 8         | Messico           |                                       |